# しあわせの帰る場所
『しあわせの帰る場所』（原題：Fireflies in the Garden）は、2008年制作のアメリカ合衆国の映画。長い間バラバラに引き裂かれていた家族の再生を描いた感動のヒューマンドラマ。日本では劇場未公開。

## あらすじ
小説家のマイケルは17年振りに帰郷、親族たちと久しぶりに再会するが、幼い頃から厳格だった父チャールズに対しては今も反発心を抱いていた。
しかしある日、彼らは事故に遭い、母のリサが亡くなってしまう。彼らは大切な存在を失って深い悲しみに暮れ、マイケルは父との溝がますます深まっていく。
そんなある日、母の遺品整理をしていたマイケルはあるものを見つけたことで、母の意外な秘密を知る。そしてそれをきっかけに、長い間バラバラに引き裂かれていた彼らにある奇跡が訪れる。

## キャスト
- マイケル・テイラー：ライアン・レイノルズ（少年時代：ケイデン・ボイド）
- チャールズ・テイラー：ウィレム・デフォー
- ジェーン・ローレンス：エミリー・ワトソン（少女時代：ヘイデン・パネッティーア）
- ケリー・ハンソン：キャリー＝アン・モス
- リサ・テイラー：ジュリア・ロバーツ
- アディソン・ウェズリー：ヨアン・グリフィズ
- ライン・テイラー：シャノン・ルシオ
- ジミー・ローレンス：ジョージ・ニューバーン
- クリストファー・ローレンス：チェイス・エリソン
- レスリー・ローレンス：ブルックリン・プルー